# Igor Grosu
Igor Grosu (* 30. listopadu 1972) je moldavský politik, od 29. července 2021 předseda parlamentu Moldavské republiky. Od března 2019 je poslancem moldavského parlamentu. Od 9. prosince 2020 je Grosu předsedou (zpočátku úřadujícím předsedou) Strany akce a solidarity (PAS).

## Kariéra
Igor Grosu se stal náměstkem moldavského ministra školství pod vedením ministryně školství Maii Sanduové. V srpnu 2015 jmenoval předseda moldavské vlády Valeriu Streleț Grosua hlavním poradcem předsedy vlády pro vědu, vzdělávání, zdravotní politiku a sociální ochranu. Následující premiér Gheorghe Brega Grosua několik měsíců po jeho jmenování odvolal.[zdroj?]
Když Maia Sanduová v letech 2015–2016 založila Stranu akce a solidarity (PAS), Grosu se stal jejím zakládajícím členem a generálním tajemníkem. V parlamentních volbách v roce 2019 kandidoval za volební blok ACUM Platforma DA – PAS ve 20. volebním obvodu Strășeni, ale byl poražen stávajícím premiérem Pavlem Filipem. Byl však zvolen poslancem z celostátní kandidátní listiny bloku ACUM, který se umístil na 4. místě.
Založil také několik nevládních organizací, např. Amnesty International Moldova, National Assistance, Informační centrum nevládních organizací v Moldavsku CONTACT (rumunsky Centrul național de asistență și informare a ONG-urilor din Moldova "CONTACT"), Sdružení pro demokracii (rumunsky Asociația Pro-Democrație), Národní radu mládeže Moldavska (rumunsky Consiliul Național al Tineretului din Moldova) a Centrum pro analýzu a hodnocení reforem (rumunsky Centrul de analiză și evaluare a reformelor).
V prosinci 2020, poté co Maia Sanduová vyhrála prezidentské volby a vzdala se členství ve straně, se úřadujícím předsedou PAS stal Igor Grosu. Prezidentka Sanduová jmenovala Grosua 25. března 2021 sestavením vlády, přestože se vyjádřila pro rozpuštění parlamentu za účelem konání předčasných parlamentních voleb. Po hlasování většiny poslanců v parlamentu (frakce PSRM, ȘOR a bývalé PDM) byl návrh automaticky zamítnut. Parlament byl rozpuštěn 28. dubna a mimořádné volby se konaly 11. července téhož roku.
V parlamentních volbách v roce 2021 kandidoval na prvním místě celostátní kandidátní listiny. PAS tehdy získala nejlepší volební výsledek ze všech pravicových stran v moldavské historii (v procentech): 52,80 % hlasů (63/101 poslanců). Dne 29. července byl 64 poslanci zvolen předsedou moldavského parlamentu.